# Jüdischer Friedhof (Aufenau)

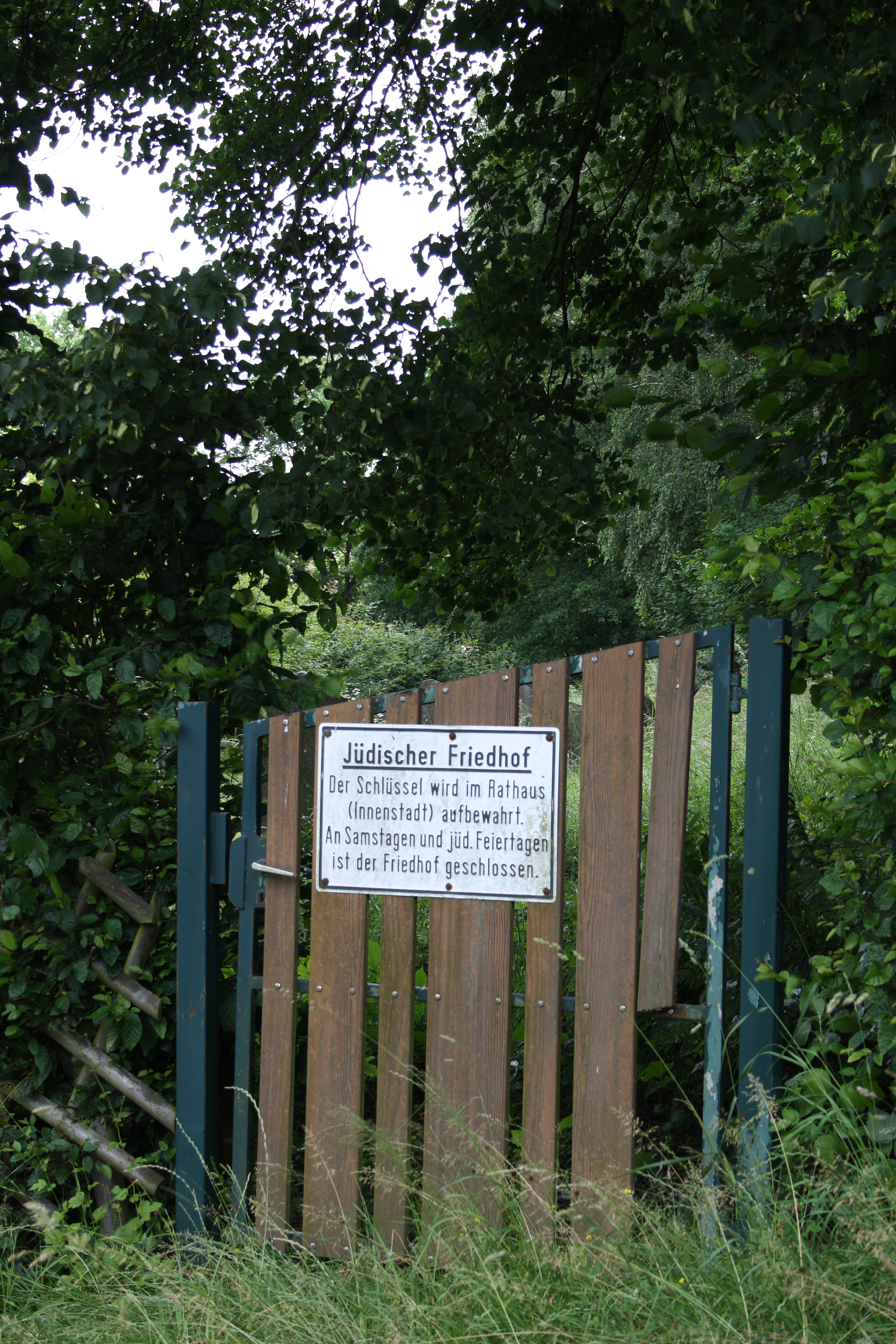
Eingang zum Friedhof

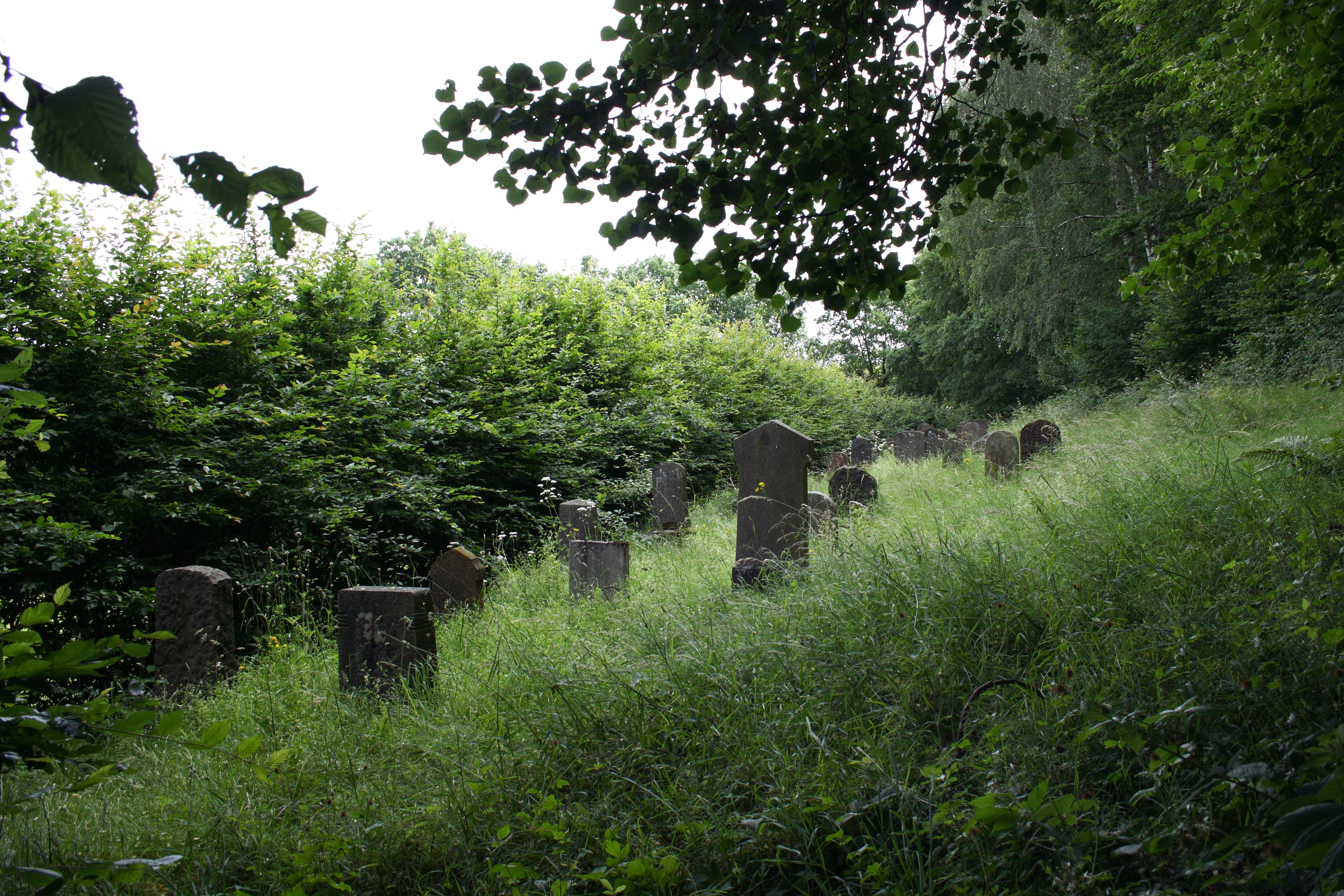
Grabsteine

Der Jüdische Friedhof Aufenau ist ein jüdischer Friedhof in Aufenau, einem Stadtteil von Wächtersbach im Main-Kinzig-Kreis in Hessen. Der Friedhof an der Münchener Straße ist ein geschütztes Kulturdenkmal. Er ist heute von einem Neubaugebiet umgeben.

## Geschichte
Die Toten der jüdischen Gemeinden der Umgebung wurden zunächst auf dem Jüdischen Friedhof Birstein oder dem Jüdischen Friedhof Gelnhausen beigesetzt. Im Jahr 1804 beschlossen die jüdischen Gemeinden Aufenau und Wächtersbach zusammen mit den Juden von Wittgenborn, Schlierbach und Hesseldorf, einen gemeinsamen Friedhof in Aufenau anzulegen. 1841 trat dem Friedhofsverband auch die jüdische Gemeinde in Orb bei. 
Nach der Auflösung der jüdischen Gemeinde Aufenau waren nur noch die jüdischen Gemeinden Wächtersbach und Orb die Träger des Friedhofes. Nach der Anlegung eines neuen jüdischen Friedhofs in Bad Orb um 1932 blieb nur noch die jüdische Gemeinde in Wächtersbach für den Friedhof verantwortlich. Die letzte Beisetzung (Kätchen Loebenberg) auf dem jüdischen Friedhof Aufenau fand 1935 statt. 
In der Zeit des Nationalsozialismus wurde 1939 die Friedhofsmauer abgebrochen und Grabsteine (Mazewot) wurden umgestürzt. 1946 mussten diejenigen, die an der Zerstörung mitgewirkt hatten, die umgelegten Grabsteine wieder aufrichten und eine lebende Hecke pflanzen.